# Bangsia melanochlamys
Tangará-preto-e-dourado ou saí-de-barriga-amarela (Bangsia melanochlamys) é uma espécie de ave da família Thraupidae.
É endémica da Colômbia.
Os seus habitats naturais são: regiões subtropicais ou tropicais húmidas de alta altitude.
Está ameaçada por perda de habitat.